# Uddel
Cet article possède un paronyme, voir Udell.
Uddel est un village appartenant à la commune néerlandaise d'Apeldoorn. En 2006, le village comptait 2 880 habitants.